# Mexico Citys historiska centrum
Mexico Citys historiska centrum, lokalt känt som "Centro" eller "Centro Histórico", är det centrala området i megastaden Mexico City. I centrum av området ligger stadens väldiga torg, Zócalo, vilket endast överträffas av Röda torget i Moskva storleksmässigt och som kan rymma bortåt 100 000 människor. Det historiska centrumet sträcker ut sig i ett antal kvarter i alla riktningar från torget räknat, dock längst åt väster där det går till Alameda Central. Totalt är stadsdelens yta omkring nio kvadratkilometer och av dess omkring 9000 byggnader har 1550 deklarerats som historiskt viktiga.

## Historik
De centrala delarna av Mexico City, Mexico Citys stadskärna, ligger på ungefär samma plats som den antika Aztek-staden Tenochtitlan, vilken grundades omkring 1325.

## Det stora torget, Zócalo

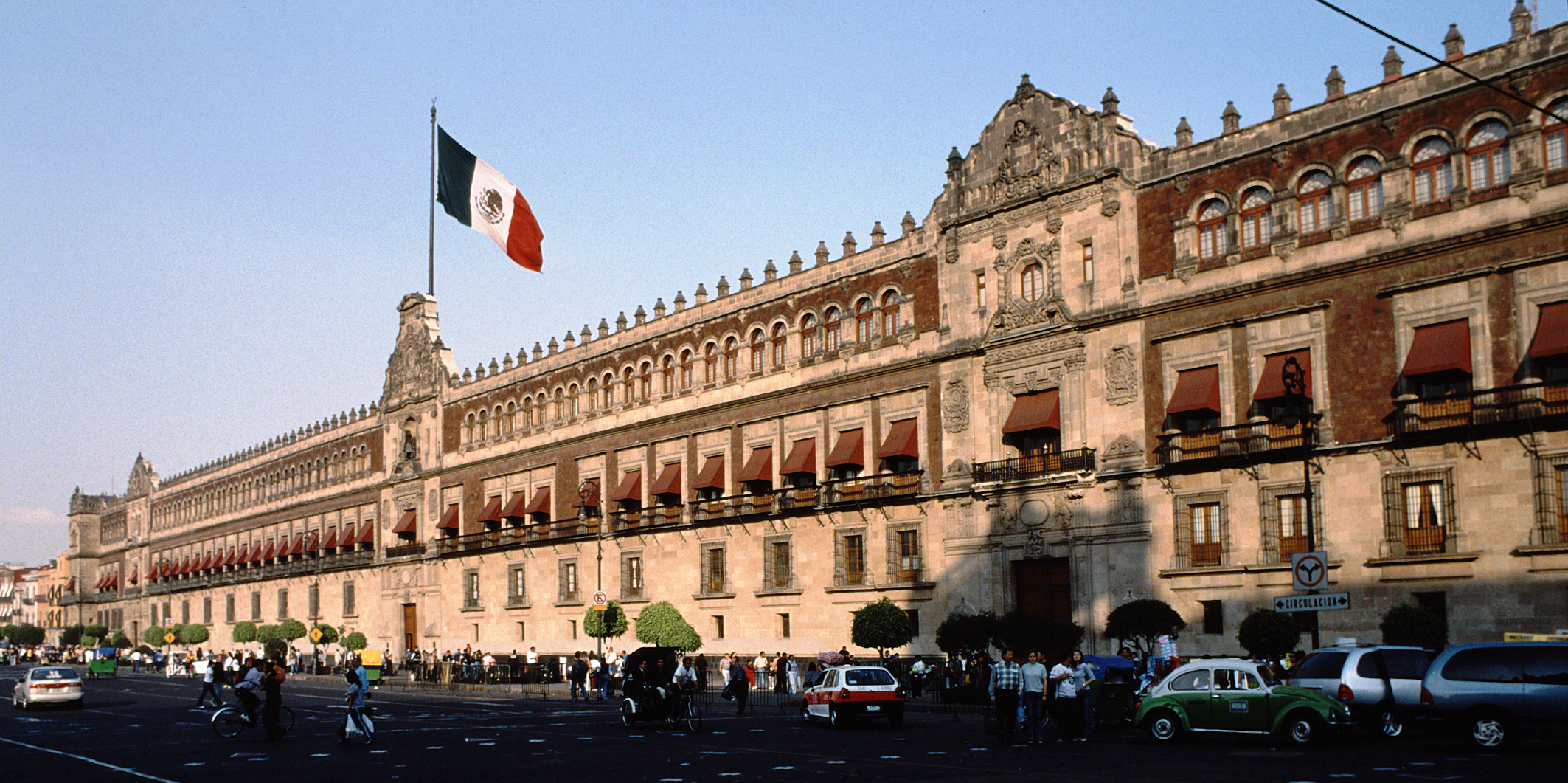
Nationalpalatset, Mexico City

En rad stora kulturella evenemang har hållits på Zócalo. Torget är också en plats för storskaliga politiska demonstrationer, såsom protesterna efter presidentvalet 2006 och protesterna mot kriminaliteten i augusti 2008. Strax intill Zócalo finns Palacio Nacional, Cathedral Metropolitana, Templo Mayor och Nacional Monte de Piedad.

## Söder om Zócalo

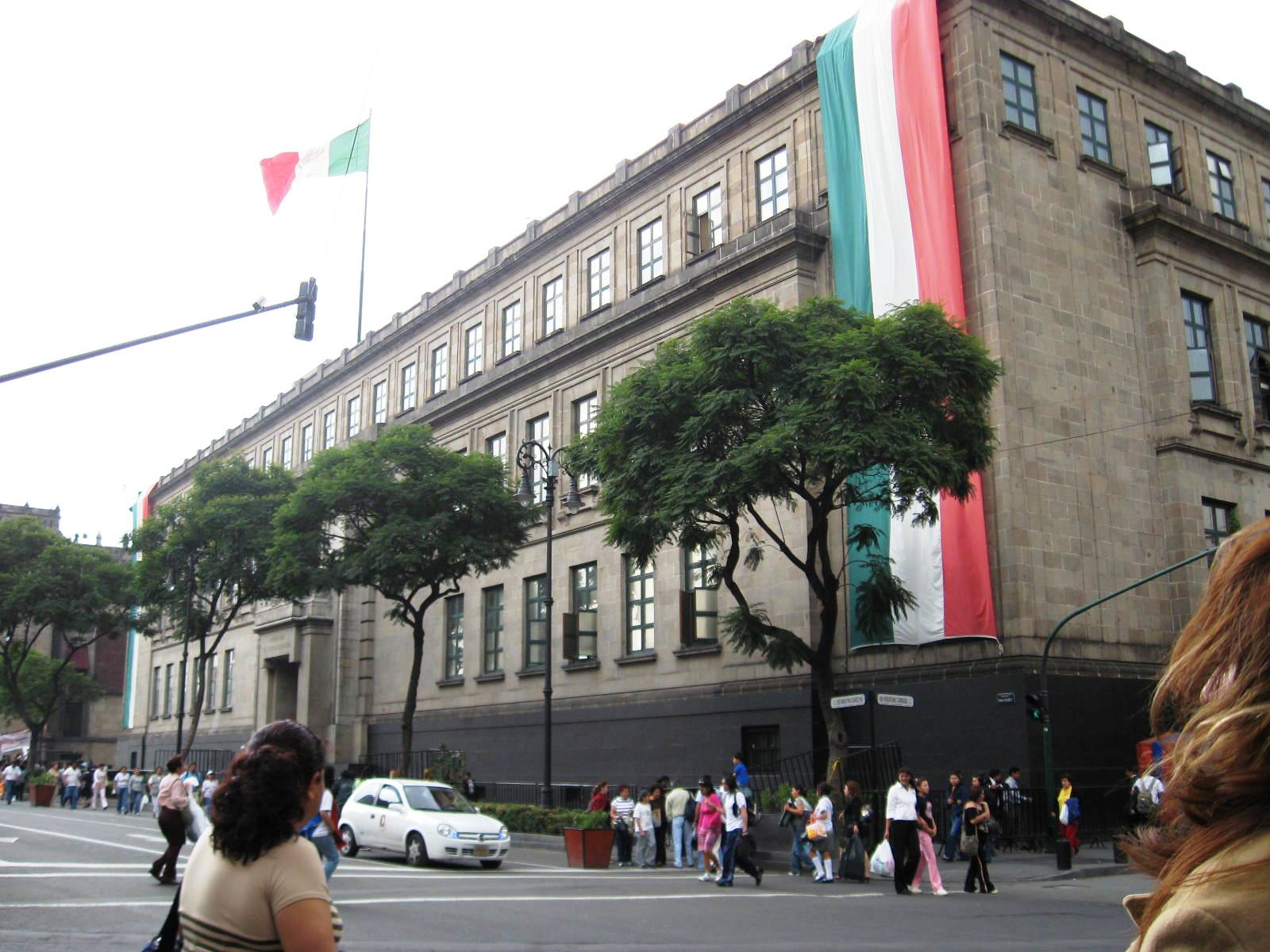
Mexikos högsta domstol.

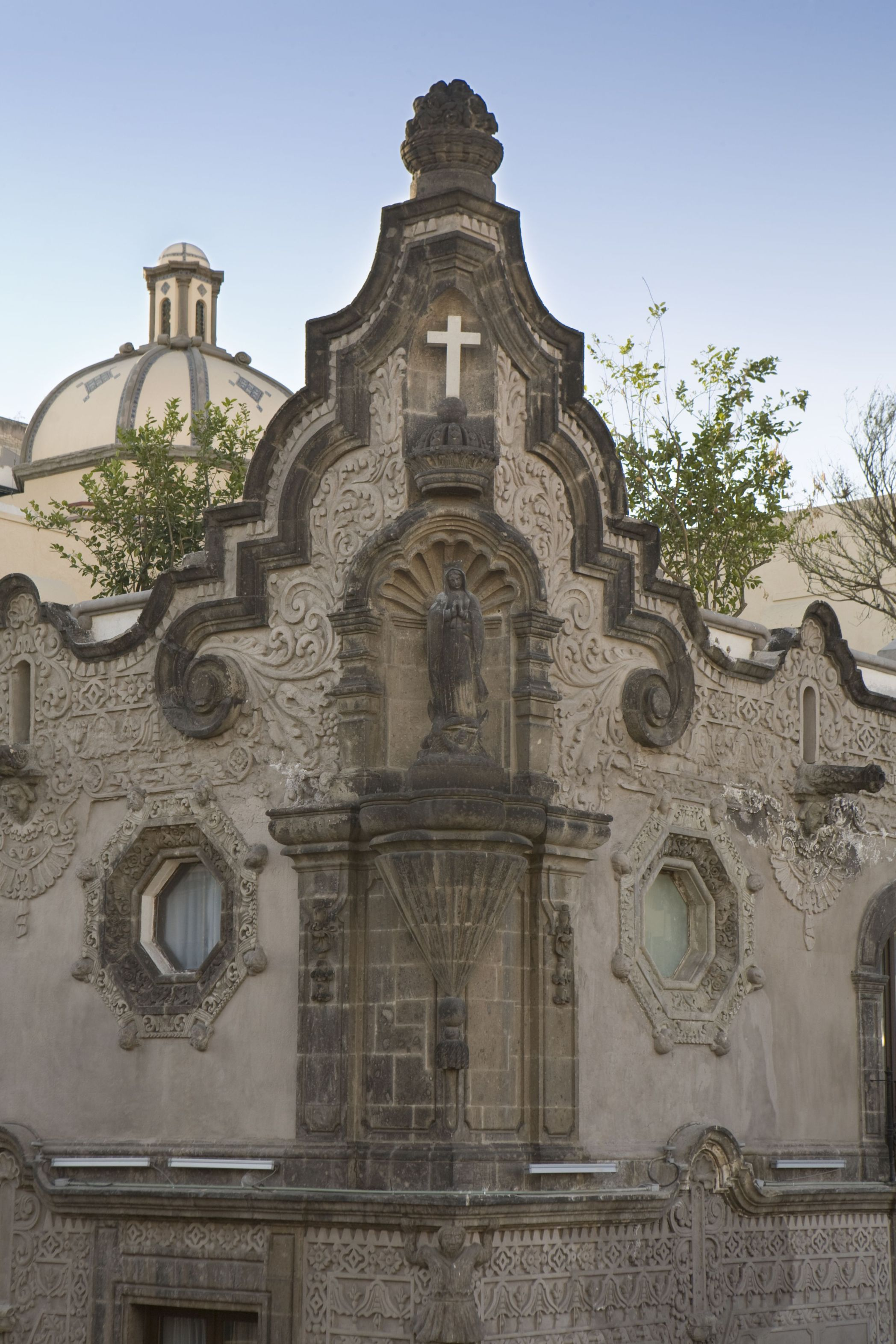
Sankt Augustinus-huset

Mexikos högsta domstol ligger strax invid torget, i gatukorsningen mellan Pino Suárez och Carranza Streets.

## Väster om Zocalo

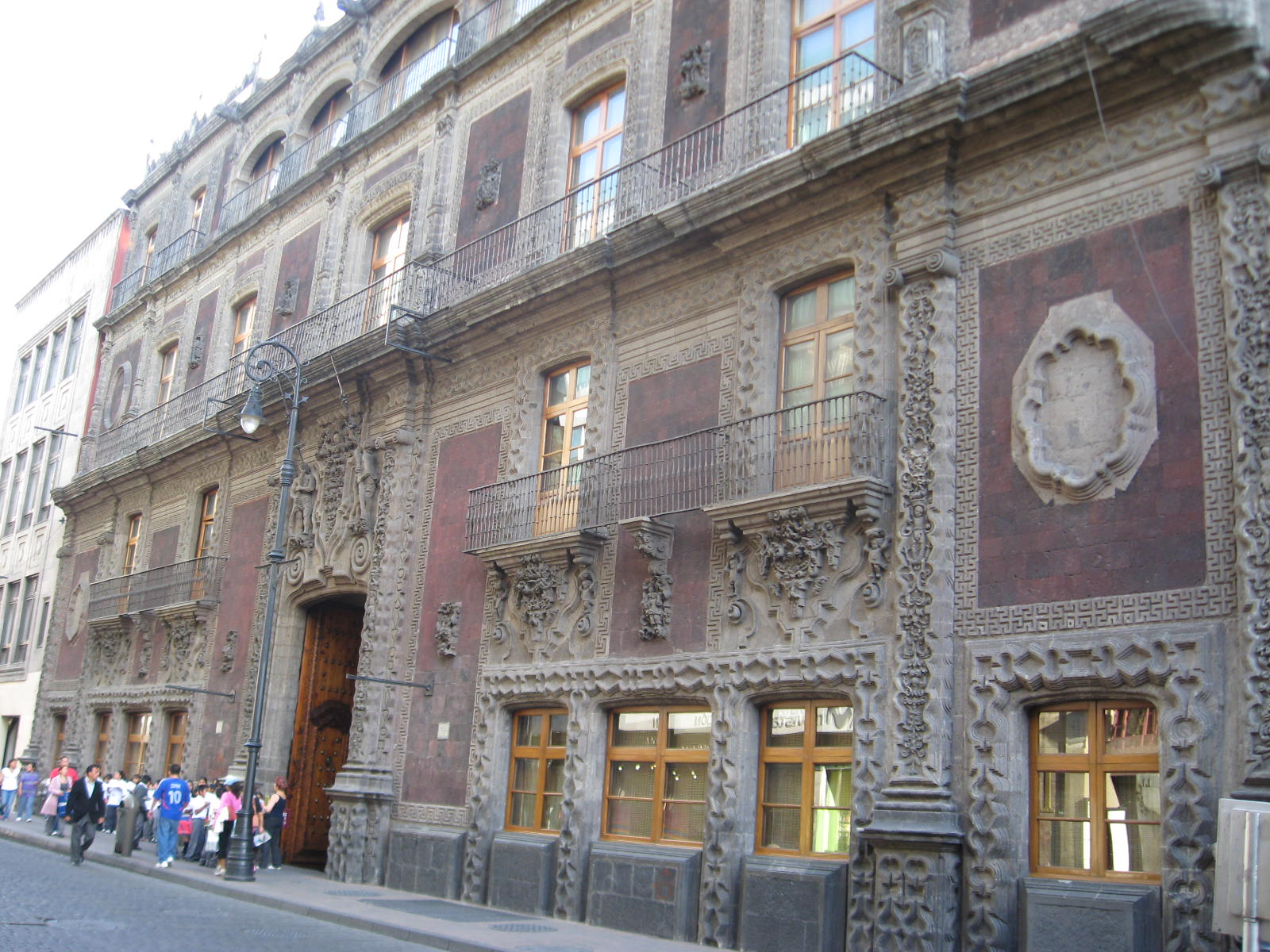
Iturbidepalatsets fasad.

Iturbidepalatset är ett palats som Mateo Valparaíso lät bygga under 1700-talet som en bröllopsgåva till sin dotter. 

## Öster om Zocalo

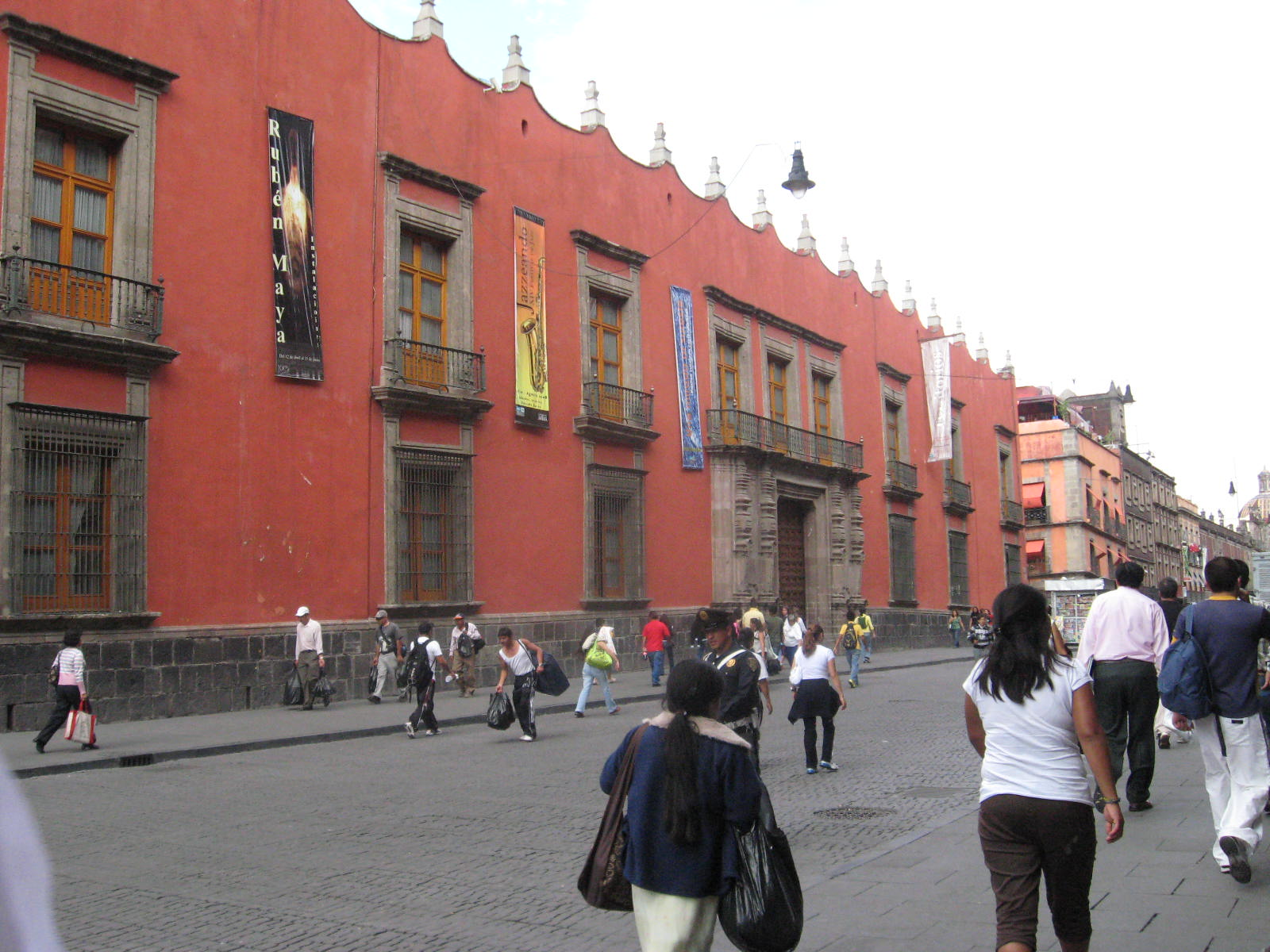
Museum of SHCP.

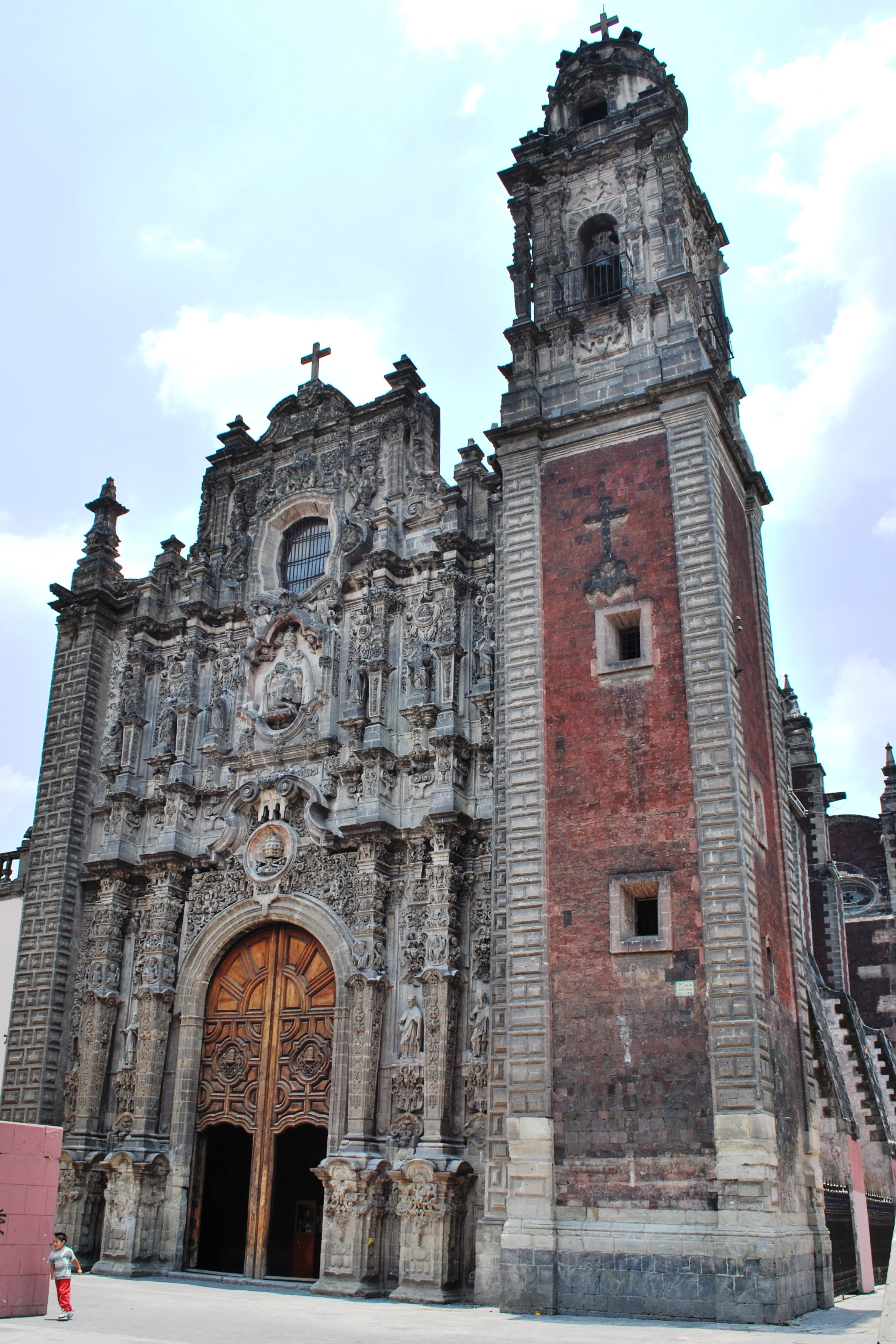
La Santisima.

La Santisima-kyrkan ligger i korsningen mellan gatorna La Santisima och Emiliano Zapata.